# 세포항 (고성군)
세포항은 경상남도 고성군 동해면 용정리에 위치해 있는 어항이다. 또한 세포항은 2002년 8월 6일에 어촌정주어항으로 지정하여 관리하고 있다. 그리고 시설관리자는 고성군수이다.

## 어항 구역
- 수역: 세포선착장에서 북쪽 해안바위 돌출부를 연결한 선내수면
- 육역: 경남 고성군 동해면 용정리

## 어항 시설
- 호안 246m, 선착장 77m

## 주요 어종
- 굴, 대구, 감성돔, 도다리, 갯가재, 물매기, 바지락 등